# マスコギー (装甲艦)
CSS マスコギー （CSS Muscogee）は南北戦争中のアメリカ連合国海軍（南部海軍）の装甲衝角艦であるが、進水前にCSS ジャクソンに名前が変更され、南軍側の記録も全て「装甲艦ジャクソン」となっている。マスコギーの名前はジョージア州の郡に由来する。

## 艦歴
マスコギー/ジャクソンは、チャタフーキー川（Chattahoochee River）沿いのジョージア州マスコギー郡コロンバスで1862年に建造が開始された。進水・就役は1864年12月であった.。コロンバス海軍工廠がマスコギー/ジャクソンの機械類を供給したが、いくつかの問題があったため、北軍の封鎖艦隊に対する作戦には参加できなかった。
1865年4月初旬、依然として艤装は完了していなかったが、4月16日、未完のマスコギー/ジャクソンは、コロンバスの戦い（Battle of Columbus）の際に北軍騎兵隊によるウィルソンの襲撃によって、焼かれて沈没した。艦の残骸は1960年代にベニング要塞（Fort Benning）近くの川底から引き揚げられ、現在はコロンバスの国立南北戦争海軍博物館（National Civil War Naval Museum）に展示されている。

## 参考資料
- Inscoe, John C. (2011). The Civil War in Georgia: A New Georgia Encyclopedia Companion. 
University of Georgia Press. pp. 305. ISBN 9780820341385, Book
- Silverstone, Paul H. (2006). Civil War Navies 1855–1883. The U.S. Navy Warship Series. New York: Routledge. ISBN 0-415-97870-X
- Still, William N., Jr. (1985). Iron Afloat: The Story of the Confederate Armorclads (Reprint of the 1971 ed.). Columbia, South Carolina: University of South Carolina Press. ISBN 0-87249-454-3
- Sullivan, Buddy (2010). Georgia: A State History. 
Arcadia Publishing. pp. 208. ISBN 9780738585895, Book